# Resolution 1729 des UN-Sicherheitsrates
Die Resolution 1729 des UN-Sicherheitsrates ist eine Resolution zur Situation im Nahostkonflikt, die der Sicherheitsrat der Vereinten Nationen am 15. Dezember 2006 auf seiner 5596. Sitzung einstimmig angenommen hat.

## Inhalt
Der Sicherheitsrat forderte erneut von beiden Seiten die Umsetzung der Resolution 338 des UN-Sicherheitsrates und verlängerte mit seiner Entscheidung das Mandat von United Nations Disengagement Observer Force (UNDOF), deren Zweck die Überwachung des zwischen Syrien und Israel im Jahre 1974 abgeschlossenen Waffenstillstands ist, bis zum 30. Juni 2007.
Das Gremium legte der Beratung den Bericht des UN-Generalsekretärs (Dokument S/2006/938) zugrunde und bestätigte seine Resolution 1308 aus dem Jahre 2000.
Der Bericht des Generalsekretärs hatte festgestellt, dass zwar die Situation im Bereich der syrisch-israelischen Waffenstillstandslinie im Berichtszeitraum (10. Juni bis 1. Dezember 2006) ruhig blieb, im Nahen Osten als Ganzes aber unverändert angespannt ist und wahrscheinlich auch bleibt, solange keine umfassende Lösung erreicht wird, die alle Aspekte und Probleme berücksichtigt. Deswegen hatte der Generalsekretär dem Sicherheitsrat vorgeschlagen, das Mandat von UNDOF, die eine der ältesten Friedensmissionen der Vereinten Nationen ist, für weitere sechs Monate zu verlängern.